# Mickaël Borot
Mickaël Borot (Le Robert, 31 marzo 1975) è un taekwondoka francese.

## Palmarès

### Mondiali di taekwondo
- Argento a Campionati mondiali di taekwondo 2001
- Argento a Campionati mondiali di taekwondo 2003

### Europei di taekwondo
- Bronzo a Campionati europei di taekwondo 1998
- Oro a Campionati europei di taekwondo 2006
- Bronzo a Campionati europei di taekwondo 2010